# Rec. 2020
Ne doit pas être confondu avec RE2020.
La recommandation UIT-R BT.2020, ou plus communément Rec. 2020, est un standard de l'industrie audiovisuelle pour l'ultra haute définition (UHDTV). La première version de la recommandation a été publiée le 23 août 2012 sur le site de l'Union Internationale des Télecommunications (UIT) et deux autres versions ont été publiées depuis. Elle est approfondie de certaines manières par la recommandation Rec. 2100 (en).

## Détails techniques

### Nombre de pixels
La Rec. 2020 définit deux résolutions de 3840x2160 (4K UHD) et 7680x4320 (8K UHD). Ces deux résolutions ont un ratio d'aspect de 16/9 et utilisent des pixels carrés.

### Fréquence d'images
La Rec. 2020 définit les fréquences d'images suivantes : 120p, 119.88p, 100p, 60p, 59.94p, 50p, 30p, 29.97p, 25p, 24p, 23.976p. Seul le balayage progressif est autorisé.

### Représentation numérique
La Rec. 2020 définit une profondeur de 10 bits par échantillon ou de 12 bits par échantillon.
Dans le cas de 10 bits par échantillon, le niveau vidéo du noir est défini à 64 et le blanc pur à 940. Les niveaux de 0 à 3 et de 1020 à 1023 sont utilisés pour la référence d'horloge. Les niveaux de 4 à 63 contiennent des données vidéo en dessous du noir alors que les niveaux de 941 à 1019 contiennent des données vidéos au dessus du blanc (surblancs).
Dans le cas de 12 bits par échantillon, le niveau vidéo du noir est défini à 256 et le blanc pur à 3760. Les niveaux de 0 à 15 et de 4080 à 4095 sont utilisés pour la référence d'horloge. Les niveaux de 16 à 255 contiennent des données vidéo en dessous du noir alors que les niveaux de 3761 à 4079 contiennent des données vidéos au dessus du blanc (surblancs).

### Colorimétrie
|             | Coordonnées de chromaticité (CIE, 1931) | Coordonnées de chromaticité (CIE, 1931) |
| xCIE-1931   | yCIE-1931                               |                                         |
| ----------- | --------------------------------------- | --------------------------------------- |
| rouge       | 0,708                                   | 0,292                                   |
| vert        | 0,170                                   | 0,797                                   |
| bleu        | 0,131                                   | 0,046                                   |
|             |                                         |                                         |
| blanc (D65) | 0,3127                                  | 0,3290                                  |

Diagramme de chromaticité montrant le gamut de l'espace couleur Rec. 2020/Rec.2100

L'espace colorimétrique Rec. 2020 (UHDTV/UHD-1/UHD-2) peut reproduire des couleurs qui ne peuvent être affichées avec l'espace de couleurs Rec. 709 (HDTV). Les couleurs primaires RVB utilisées par la Rec. 2020 correspondent à des sources monochromatiques sur le diagramme de chromaticité CIE 1931. La longueur d'onde pour le rouge est de 630 nm, 532 nm pour le vert et 467 nm pour le bleu. Par rapport à l'espace colorimétrique CIE 1931, le Rec. 2020 le couvre à 75,8 %, l'espace colorimétrique DCI-P3 utilisé dans le cinéma numérique le couvre à 53,8 %, l'espace colorimétrique Adobe RGB le couvre à 52,1 % et le Rec. 709 le couvre à 35,9 %.
Pendant le développement du Rec. 2020, il a été choisi d'utiliser des couleurs réelles (non interdites) pour qu'il soit possible d'afficher l'espace colorimétrique Rec. 2020 sur un écran sans utiliser de circuit de conversion. Comme un espace colorimétrique plus grand augmente la différence entre les couleurs, une augmentation d'un bit par échantillon est exigée pour atteindre et même dépasser la précision colorimétrique du Rec. 709.
La NHK a mesuré la sensibilité au contraste pour la Rec. 2020 en utilisant l'équation de Barten qui fut utilisée pour déterminer la profondeur de codage adéquate pour le cinéma numérique. Avec 11 bits par échantillon pour l'espace de couleur, la Rec. 2020 est en dessous du seuil visible de modulation, qui est la capacité à discerner visuellement une différence d'une valeur de luminance sur l'ensemble de l'échelle de luminance. La NHK a prévu d'utiliser 12 bits par échantillon RVB pour son système UHDTV, Super Hi-Vision.

### Fonctions de transfert
La Rec. 2020 définit une fonction de transfert non linéaire pour la correction de gamma, la même que celle utilisée pour la Rec. 709, sauf que ses paramètres sont donnés avec une plus grande précision.
{\displaystyle E^{\prime }={\begin{cases}4.5E&0\leq E<\beta \,\!\\\alpha \,\!E^{0.45}-(\alpha \,\!-1)&\beta \,\!\leq E\leq 1\end{cases}}}
- où E est le signal électrique, proportionnel à la quantité de lumière arrivant sur le capteur de la caméra et E′ est le signal non linéaire correspondant.
- où α ≈ 1.09929682680944 et β ≈ 0.018053968510807 (valeurs choisies pour obtenir une fonction continue avec une pente continue)

Le standard définit que pour des raisons pratiques, les valeurs suivantes de α et β peuvent être utilisées:
- α = 1.099 et β = 0.018  pour un système à 10 bits par échantillon (il s'agit des valeurs de la Rec. 709)
- α = 1.0993 et β = 0.0181 pour un système à 12 bits par échantillon

Bien que cette fonction de transfert puisse être utilisée pour l'encodage, il est prévu que la plupart des productions utilisent un moniteur de référence utilisant une fonction de transfert Gamma 2.4 comme défini par la recommandation Rec. UIT-R BT.1886 et que le moniteur de référence sera évalué par rapport à la recommandation Rec. UIT-R BT.2035

### Formats RVB et luminance-chroma
La Rec. 2020 tolère des signaux RVB et luma-chroma avec sous-échantillonnage de la chrominance 4:4:4, 4:2:2 et 4:2:0. Elle supporte deux types de signaux luma-chroma, appelés YCbCr et YcCbcCrc.

## Usages actuels
La norme HDMI 2.0 supporte l'espace colorimétrique Rec. 2020. Le HDMI 2.0 peut transporter des signaux 12 bits RVB à une résolution 2160p à une fréquence de rafraîchissement de 24/25/30 ips ou un signal 12 bits YCbCr 4:2:2 à une résolution 2160p à une fréquence de rafraîchissement de 50/60 ips.
La Rec. 2020 est prise en charge par les encodeurs H.264/MPEG-4 AVC et H.265/High Efficiency Video Coding (HEVC).

## Rec. 2100
La Rec. 2100 est une recommandation de l'UIT-R sortie en juillet 2016 qui définit les formats HDR pour à la fois la télévision HDTV (1080p) et la télévision UHDTV 4K et 8K. Ces formats utilisent les mêmes couleurs primaires que la Rec. 2020, mais avec des fonctions de transfert différentes spécifiques à la HDR. La Rec. 2100 ne prend pas en charge le format YcCbcCrc de la Rec. 2020.